# REBEL HEART
"REBEL HEART"는 2025년 1월 13일 발매된 IVE의 싱글이다.

## 배경
2024년 12월 24일, 스타십 엔터테인먼트는 세번째 EP인 《IVE Empathy》를 2월 3일 발매되며 싱글인 REBEL HEART가 1월 13일 선공개된다고 발표했다 1월 5일 콘셉트 트레일러가 공개했으며, 나흘 후 콘셉트 필름을 공개했다. 1월 12일 뮤직 비디오 티저가 공개되었다. The 1월 13일 뮤직 비디오와 함께 노래가 공개되었다.

## 평가
IZM의 염동교는 별 다섯개 만점에 세 개를 주며 "전체적으로 다세대가 함께 즐길만한 팝록을 구현했다"고 평했다.